# 近藤千恵
近藤 千恵（こんどう ちえ、1945年 - ）は、日本の通訳、親業（おやぎょう）紹介者。

## 人物・来歴
広島県生まれ。1968年国際基督教大学を卒業。
同時通訳のかたわら、アメリカの臨床心理学者トマス・ゴードン博士が開発した「親業（PET）」インストラクターの資格を取得。親業訓練協会を設立し、親業を紹介。親業訓練協会特別顧問。

## 著書
- 『子どもに愛が伝わっていますか 心のかけ橋をきずく"親業"』（三笠書房） 1983.12、のち改題『親の心がしっかり伝わっていますか』(三笠書房、知的生きかた文庫） 1988.7
- 『「親業」に学ぶ子どもとの接し方 親と子はもっとわかりあえる』（企画室） 1993.5
- 『人間関係を育てるものの言い方 「あなた」も「私」も大切にする自己表現法 女性のための人間関係講座・実践編』（大和書房） 1995.10
- 『介護者のための人間関係講座』（あさま童風社） 1998.2
- 『理由ある反抗 親業 - いまを解決する話す技術・聞く技術』（総合法令出版） 1998.6
- 『心とこころの保育 親業訓練講座から保育者へおくる子ども理解のコツ』（ミネルヴァ書房） 2000.2
- 『「親業」に学ぶ子どもとの接し方 親と子はもっとわかりあえる』（新紀元社の子育てシリーズ） 2004.3
- 『理由ある反抗 子どものホンネを見のがさないために』（みくに出版） 2007.2
- 『自分らしく生きる幸せのコミュニケーション 人間関係を変える3つの方法』（みくに出版） 2007.6
- 『10歳からの親業 親と子の問題を解決する「聞き方」「話し方」』（講談社+α文庫） 2009.2

### 共編著・監修
- 『人間関係愛のコツ心のコツ 親業実践から得た100のヒント 親と子・夫と妻・教師と生徒・職場』（編著、海竜社） 1996.9
- 『「親業」ケースブック 子どもの心を開く聞き方と話し方 小学生編』（監修、大和書房） 1999.11
- 『「大切な人」と本音でつきあってますか?』（編著 、三笠書房、知的生きかた文庫） 1999.11
- 『「親業」ケースブック 子どもの心を開く聞き方と話し方 幼児・園児編』（監修、大和書房） 2000.2
- 『「親業」ケースブック 子どもの心を開く聞き方と話し方 中高生編』（監修、大和書房） 2000.6
- 『すてきなお母さんになるシンプルな3つの方法 子育てマンガ 自分を育てる初めての親業』（大谷美穂マンガ、カンゼン）） 2006.12

## 翻訳
- 『異文化間コミュニケーション カルチャー・ギャップの理解』（ジョン・コンドン、サイマル出版会） 1980.7
- 『素敵な女性になるための14章』（リンダ・アダムス, エリナー・レンズ、監訳、PHP研究所） 1981.9
- 『クリスチャンのための親業ABC たのしい家庭づくり』（E・H・ゴールキィ、広田実共訳、聖文舎） 1985.7、のち新教出版社 1997.12
- 『女業 「できる女性」と「できない女性」』（トニー・スカリア、コンパニオン出版） 1988.4
- 『女性のための人間関係講座』（リンダ・アダムス, エリナー・レンズ、田中きよみ共訳、大和書房） 1988.6
- 『女性のための自己実現講座 <自分を生きる女性>と<自分をあきらめる女性>』（トニー・スカリア、大和書房） 1990.10
- 『人生でいちばん大切なこと わが息子、娘に語る』（フランシス・B・パーネル、訳編、三笠書房） 1993.11
- 『自分らしく生きるための人間関係講座』（リンダ・アダムス, エリナー・レンズ、田中きよみ共訳、大和書房） 2005.6

### トマス・ゴードン
- 『親業(おやぎょう) 新しい親子関係の創造』（トマス・ゴードン、サイマル出版会） 1977
- 『ゴードン博士の親に何ができるか「親業」』（トマス・ゴードン、中井喜美子共訳、三笠書房） 1990.10
- 『親業・ゴードン博士自立心を育てるしつけ』（トマス・ゴードン、小学館） 1990.10
- 『親業 子どもの考える力をのばす親子関係のつくり方』（トマス・ゴードン、大和書房） 1998.11
- 『医療・福祉のための人間関係論 患者は対等なパートナー』（トマス・ゴードン、監訳、丸善） 2000.6
- 『ゴードン博士の人間関係をよくする本 自分を活かす相手を活かす』（トマス・ゴードン、大和書房） 2002.8